# Lebruniodendron
Lebruniodendron là một chi thực vật có hoa trong họ Đậu.